# Игнатченко, Андрей Юрьевич
Андрей Юрьевич Игнатченко (укр. Андрій Юрійович Ігнатченко; род. 25 декабря 1987, Кривой Рог, Днепропетровская область) — украинский музыкальный продюсер, композитор, аранжировщик, автор песен, основатель студии звукозаписи Iksiy Music, соавтор музыки песен украинской группы Kazka, в том числе песни «Плакала».

## Биография
Родился 25 декабря 1987 года в городе Кривой Рог.
Окончил криворожскую музыкальную школу № 7 по классу вокала.
В 2009 году окончил Киевское высшее музыкальное училище имени Глиэра и Национальную академию руководящих кадров культуры и искусств. Параллельно с учёбой работал на студиях звукозаписи аранжировщиком и саунд-продюсером.
В 2010 году основал свою студию звукозаписи Iksiy Music.
В это время начал сотрудничать, как автор, композитор и аранжировщик, с популярными исполнителями Украины и России, среди которых Анна Седокова, Наташа Королёва, Борис Моисеев, Мика Ньютон, Татьяна Котова, Стас Шуринс, Emin, Elvira T, Varda, Сергей Зверев, David, группы «НеАнгелы» и NikitA и другие.
Весной 2018 года группа Kazka выпустила дебютный альбом Karma, над которым работала команда Iksiy Music. Андрей Игнатченко и Сергей Ермолаев были саунд-продюсерами альбома и композиторами 7 из 10 треков, среди которых, самые популярные синглы группы: «Свята», «Плакала», «Дива» и другие.

## Работы

### Аранжировка
- Наташа Королёва и	Александр Маршал — «Порочен я тобой»
- Наташа Королёва — «Абрикосовые сны», «Я устала…»
- Слава — «Спелый мой»
- Таисия Повалий — «Твоих рук родные объятья», «Чай с молоком», «Сердце — дом для любви»
- Зара — «Этот год любви»
- Валерия — «Формула счастья»

### Продакшн
- Ирина Круг — «Промежутки любви»
- Наташа Королева — «Осень под ногами на подошве…»
- Тамара Гвердцители — «Ориентир любви»

### Композитор
- Песня «Прикольная (Бэтмен)» — «MMDANCE»[1]
- Песни группы Kazka.
- 2018 — Soyana — Мата Хари
- 2019 — Soyana — Bora Bora
- Sasha Ray — «Мир в тебе утонет»
- 2015 — Наташа Королёва — Мамули (муз. и слова)
- 2015 — Борис Моисеев — Вишни

### Поэт
- Emin — Рядом проснуться
- Влада Яковлева — Не забывай (соавтор)

### Запись и сведение
- Катерина Бужинская — «Хіт цього літа» (Хит этого лета)[2]

## Дискография
группа Kazka — композитор
- 2018 — Karma
- 2019 — Nirvana
- 2021 – Svit

Наташа Королёва — композитор и поэт
- 2015 — «Магия Л»

Iksiy
- 2020 — Indrani

## Песни
- KSIY MUSIC — Проснуться

## Награды и номинации
- 2017 — песня «Свята» вошла в топ-10 самых ротируемых песен по версии украинского сервиса FDR MEDIA, заняв 9 место. Также группа стала «Открытием года» по их версии[3].
- 2018 — «Лучшая песня поп-группы» («Свята») та «Лучший дебют» по мнению Страна ФМ.
- 2018 — Песня «Плакала» впервые в истории украинской музыки попала в Топ-10 мирового хит-парада сервиса Shazam.
- 2018 — Песня «Плакала» названа «Хитом года» по версии M1 Music Awards[4][5][6][7][8][9][10][11][12][13][14][15].